# 川瀨智子
川瀬智子（本名：奥田 智子，舊姓：川瀬，1975年2月6日—）是日本的歌手。京都府出身。別名為「Tommy」（トミー）。她是「the brilliant green」（綠樂團）的主音，亦同時以「Tommy february6」及「Tommy heavenly6」的別名發展她的歌唱事業。

## 生平
- 1995年1月　與高校同級生於京都組成樂隊the brilliant green。
- 1998年9月  發行 the brilliant green 第一張專輯「the brilliant green」，於ORICON初登場第2位，賣出數超過150萬張。
- 1999年9月  發行 the brilliant green 第二張專輯「TERRA2001」，於ORICON初登場第2位。
- 2001年1月  發行 the brilliant green 第三張專輯「Los Angeles」。
- 2001年7月　開始作獨立發展。以眼鏡形象亮相時，取名Tommy february6（トミー・フェブラリー）、以黑眼影與不戴眼鏡形象亮相時則使用Tommy heavenly6（トミー・ヘヴンリー）之名、二個型像皆由川瀬自身設計。
- 2002年　為（富士電視台）作声優。
於2月6日生日時推出1stAlbum『Tommy february6　』。於ORICON唱片排行榜初登場即連續2週獲得第1位。
- 2003年　『Tommy february6 Produce Project』開始活動，為Tommy ☆ angels、SPEED、樋井明日香、藤井隆提供樂曲與製作。與Bassist奥田俊作結婚。
- 2005年　和ブライス共同發行限量板人偶。
- 2006年　在Tommy heavenly6第四張單曲『I'm Gonna SCREAM』的PV中，和“たらこキユーピー”共同演出。

## 作品

### Tommy february6
Tommy february6，是彷80年代的英國POP曲風。

#### 單曲
1. EVERYDAY AT THE BUS STOP （2001年7月25日）
M-1「EVERYDAY AT THE BUS STOP」TBS電視台系「COUNT DOWN TV」開場・主題曲
2. ♥KISS♥ ONE MORE TIME （2001年11月21日）
M-2CX系動畫主題歌
M-3「★CANDY POP IN LOVE★」集英社「non・non」CM歌
3. Bloomin'! （2002年1月17日）
M-1「Bloomin'!」資生堂「PN（ピエヌ）」CM歌
4. je t'aime ★ je t'aime （2003年2月6日、唱盤：2003年2月19日）
M-1「je t'aime ★ je t'aime」大發工業「MIRA　AVY」CM歌
與Sanrio的人物「Little Twin Stars（リトルツインスターズ）」共同製作單曲。
5. Love is forever （2003年7月16日、唱盤：2003年7月30日）
與「Little Twin Stars」共同製作單曲第2彈。
6. MaGic in youR Eyes （2004年2月11日、唱盤：2004年2月25日）
M-1「MaGic in youR Eyes」 東京放送系電視劇主題歌
M-2「I still love you boy」 HUDSON（ハドソン）CM歌
與「Little Twin Stars」共同製作單曲第3彈。
7. L・O・V・E・L・Y ～夢見LOVELY BOY～ （2004年7月14日）
M-1「L・O・V・E・L・Y ～夢見LOVELY BOY～」「神奇寶貝超世代 劇場版 裂空的訪問者 代歐奇希斯」的片尾曲
M-2「I ONLY WANT TO BE WITH YOU」TBS電視台系開場・主題曲
8. ♥Lonely in Gorgeous♥ （2005年11月30日）
M-1「♥Lonely in Gorgeous♥」CX系動畫「天國之吻」開場・主題曲

#### 專輯
1. Tommy february6 （2002年2月6日）
2. Tommy airline （2004年3月17日、唱盤：2004年3月31日）

#### 書籍
1. Tommy february6 + HAWAII （2002年10月2日 扶桑社 出版）

### Tommy heavenly6
Tommy heavenly6，HARD與DARK的形象、艾薇兒·拉維尼式的PUNK・ROCK歌曲。

#### 單曲
1. Wait till I can dream （2003年7月16日，唱盤：2003年7月30日）
2. Hey my friend （2004年5月26日）
電影《下妻物語》主題歌
3. Ready?（2005年7月20日）
4. I'm Gonna SCREAM（2006年6月7日）
Kanebo（カネボウ）free plusCM歌
5. Pray（2006年7月5日）
東京電視台系動畫《銀魂》片頭歌
6. Lollipop Candy BAD girl（2006年10月11日）
7. I LOVE XMAS（2006年12月6日）
日本テレビ系全国ネット2時間ドラマ「火曜ドラマゴールド」主題歌
8. Heavy Starry Chain（2007年2月7日）
9. PAPERMOON（2008年12月10日）
動畫《SOUL EATER》片頭曲
10. Unlimited Sky（2009年2月25日）
動畫《機動戰士鋼彈00》第二季插曲

#### 專輯
1. Tommy heavenly6 （2005年8月24日）
2. Heavy Starry Heavenly （2007年3月7日）
3. I KILL MY HEART （2009年4月29日）

## 外部連結
- Tommy,Tomoko Kawase的X（前Twitter）
- Tommy,Tomoko Kawase的Instagram帳戶
- YouTube上的TommyTVnet頻道
- Tommy february6 オフィシャルサイト （页面存档备份，存于） - ワーナーミュージック・ジャパン
- the brilliant green オフィシャルサイト （页面存档备份，存于） - ワーナーミュージック・ジャパン
- Tommy heavenly6 オフィシャルサイト （页面存档备份，存于） - ワーナーミュージック・ジャパン
- Tommy （页面存档备份，存于） - ソニーミュージック